# دانشکده علوم اجتماعی دانشگاه علامه طباطبایی
دانشکده علوم اجتماعی دانشگاه علامه طباطبائی یکی از مشهورترین و معتبرترین دانشکده های جامعه شناسی ایران است  که در شهر تهران، خیابان شریعتی، سه راه ضرابخانه، کوچه داوود گل‌نبی قرار دارد. 

## تاریخچه
این دانشکده با نام دانشکده علوم سیاسی و ارتباطات اجتماعی، پس از ایجاد مجتمع دانشگاهی ادبیات و علوم انسانی در دی ماه ۱۳۶۰ تشکیل شد و به دنبال جدا شدن رشته علوم سیاسی از این مجتمع و انتقال آن به دانشگاه تهران و شهید بهشتی، به دانشکده علوم اجتماعی تغییر نام داد. دانشجویان این دانشکده متشکل از دانشجویان چندین دانشکده و مدرسه عالی مانند مدرسه عالی شمیران، آموزشگاه عالی خدمات اجتماعی، دانشکده علوم ارتباطات اجتماعی و آموزشگاه مددکاری یاغچی‌آباد بوده‌اند.
دانشکده علوم ارتباطات نیز در ابتدا بخشی از دانشگاه علوم اجتماعی بود که از سال ۱۳۹۴ از این دانشکده جدا شده و ساختمانی مجزا را برای خود در پردیس مرکزی دانشگاه علامه اختصاص داده و به طور جداگانه اقدام به پذیرش دانشجو کرده است.